# José Romero Barrero
José Romero Barrero (f. 1931) fue un arquitecto español.

## Biografía
Oriundo de Sanlúcar de Barrameda, cursó estudios de arquitectura en Madrid; obtuvo la titulación en 1904. A lo largo de su carrera llegó a ejercer como arquitecto municipal de Sanlúcar de Barrameda y Cádiz, siendo también arquitecto titular de la Diputación Provincial de Cádiz y arquitecto de la Diócesis de Cádiz. Ligado al estilo modernista, en la ciudad de Cádiz fue autor de obras singulares como el Balneario Reina Victoria, el Quiosco de Información y Turismo o la reforma de la Casa Mayol. También fue autor del Palacio Municipal de Ceuta y del Mercado de abastos de Tarifa.
Falleció en Madrid el 21 de enero de 1931.